# Watersportvereniging de Eendracht
Watersportvereniging de Eendracht is een Nederlandse watersportvereniging opgericht op 19 januari 1966 te Bunschoten-Spakenburg.

## Geschiedenis
De eerste voorzitter van de vereniging was Willem Harm van der Heide, de toenmalige burgemeester van Bunschoten. In 1966 ging door de teloorgang van de visserij de visserijvereniging over in een watersportvereniging.
De vereniging heeft twee havens in pacht voor haar leden, de Nieuwe Haven (1886) en de Zuiderzeehaven (2013) in Spakenburg. Tevens is de vereniging sinds 2014 beheerder van de Oude Haven in Spakenburg.

## Wedstrijden en competities
Tevens organiseert de vereniging verschillende activiteiten die landelijk bekend zijn.
- De grootste was de wedstrijd Nacht van Spakenburg. In 2015 werd deze prestatietocht voor de laatste maal georganiseerd; er waren 33 edities geweest. Vanaf 2024 is de wedstrijd opnieuw leven ingeblazen en word nu weer jaarlijks georganiseerd.
- De vereniging organiseert sinds 1984 in samenwerking met Vereniging de Bruine Vloot Spakenburg de DARP-competitie. Dit is een van de weinige wedstrijden in competitieverband die alleen met authentiek Hollandse rond- en platbodemschepen wordt gevaren.
- Voor de scherpe zeiljachten wordt op woensdagavond een competitie georganiseerd.